# 頸動脈痛
頸動脈綜合症是一種頸動脈單側（一側）分叉附近壓痛為特徵的綜合徵。它最早由Temple Fay於1927年描述。軟骨異常的最常見原因可能是偏頭痛，然後通常是可自癒性的。常見的偏頭痛治療可能有助於減輕頸動脈發炎症的症狀。

## 頸動脈痛的原因
在臨床上本病可分為原發性與繼發性兩型。前者由變態反應和免疫功能失調引起;後者則由病毒感染，外傷或外界刺激所致。按發病情況，又可為急性(一個月以內)、亞急性(1~3個月)和慢性(3個月以上)三種。